# Львів (корвет)
«Львів» — малий протичовновий корабель проєкту 1145.1, корвет на підводних крилах.
Був закладений на Феодосійському заводі ще у 1989 р., проте не був добудований.

## Особливості проєкту
Серійні кораблі проєкту 1145.1, в основу яких був покладений проєкт 1141, теж мали кодову назву «Сокіл». Новий проєкт також був розроблений Зеленодольськ ПКБ за тактико-технічним завданням, виданим у 1981 році. 1145-й проєкт успадкував багато чого з того, що пройшло апробацію на дослідному кораблі: як і на «Олександрі Кунаховичі», на ньому встановлені носові і кормові крила фіксованого типу з керованими закрилками. Зберігся і рушійний комплекс аналогічний прототипу. Разом з тим серійні кораблі зазнали й істотних змін. Від 1141-го проєкту вони відрізнялися типом енергетичної установки (дизелі замінені газовими турбінами економічного ходу), покращеним озброєнням і гідроакустичним обладнанням. Для поліпшення маневреності на малому ходу був встановлений носовий підрулюючий пристрій. Корабель оснащений автоматизованими комплексами управління головними двигунами, дизель-генераторами, судновими системами, а також системою автоматичного управління рухом; сучасними радіотехнічними засобами, які включають обладнання радіозв'язку «Буран-7», РЛС виявлення надводних цілей МР-220, систему розпізнання свій-чужий «Ніхром», РЛС управління артилерійським вогнем МР-123/176 «Вимпел». Для пошуку і знищення підводних човнів МПК має опускаєму ГАС «Зірка-М1-01».

## Історія корабля
Будівництво серійних кораблів типу «Сокіл» здійснювалося на феодосійському суднобудівному заводі «Море» з 1982 року. Планувалося побудувати велику серію таких МПК, але до розпаду СРСР всього за проєктом 1145.1 було побудовано два кораблі — у 1988 році МПК-215 і у 1989-му МПК-220. «Львів» був закладений ще у 1988 р. і зараз перебуває на стадії 95 % готовності.

## Додаткова інформація
Внаслідок Російської інтервенції в Україну 2014 і перехіду під контроль Росіян феодосійського суднобудівного заводу «Море» Україна втратила корвет «Львів».